# Pekings västra järnvägsstation
Pekings västra järnvägsstation (北京西站; Běijīngxīzhàn) är en järnvägsstation i Peking i Kina. Pekings västra järnvägsstation ligger 7 km väster om Himmelska fridens torg innanför västra Tredje ringvägen i Fengtaidistriktet. Stationen öppnade 1996 och har 18 plattformar och 20 spår.
Pekings västra järnvägsstation trafikerar huvudsakligen linjer till centrala, södra, sydvästra och nordvästra Kina. Populära destinationer i urval är: Chongqing, Chengdu, Datong, Guangzhou, Guilin, Guiyang, Hongkong, Kunming, Lhasa, Pingyao, Shenzhen, Xiamen och Xi'an.
Stationen är uppbyggd i fyra våningar, varav två är under gatunivån:
- Våning 2F: Vänthallar, affärer, restauranger och biljettkontor.
- Våning 1F: Plattformar och biljettkontor.
- Våning -1F: Ankomsthallar, Tunnelbana Linje 7 och  Linje 9
- Våning -2F: Taxi och biljettkontor.

## Galleri

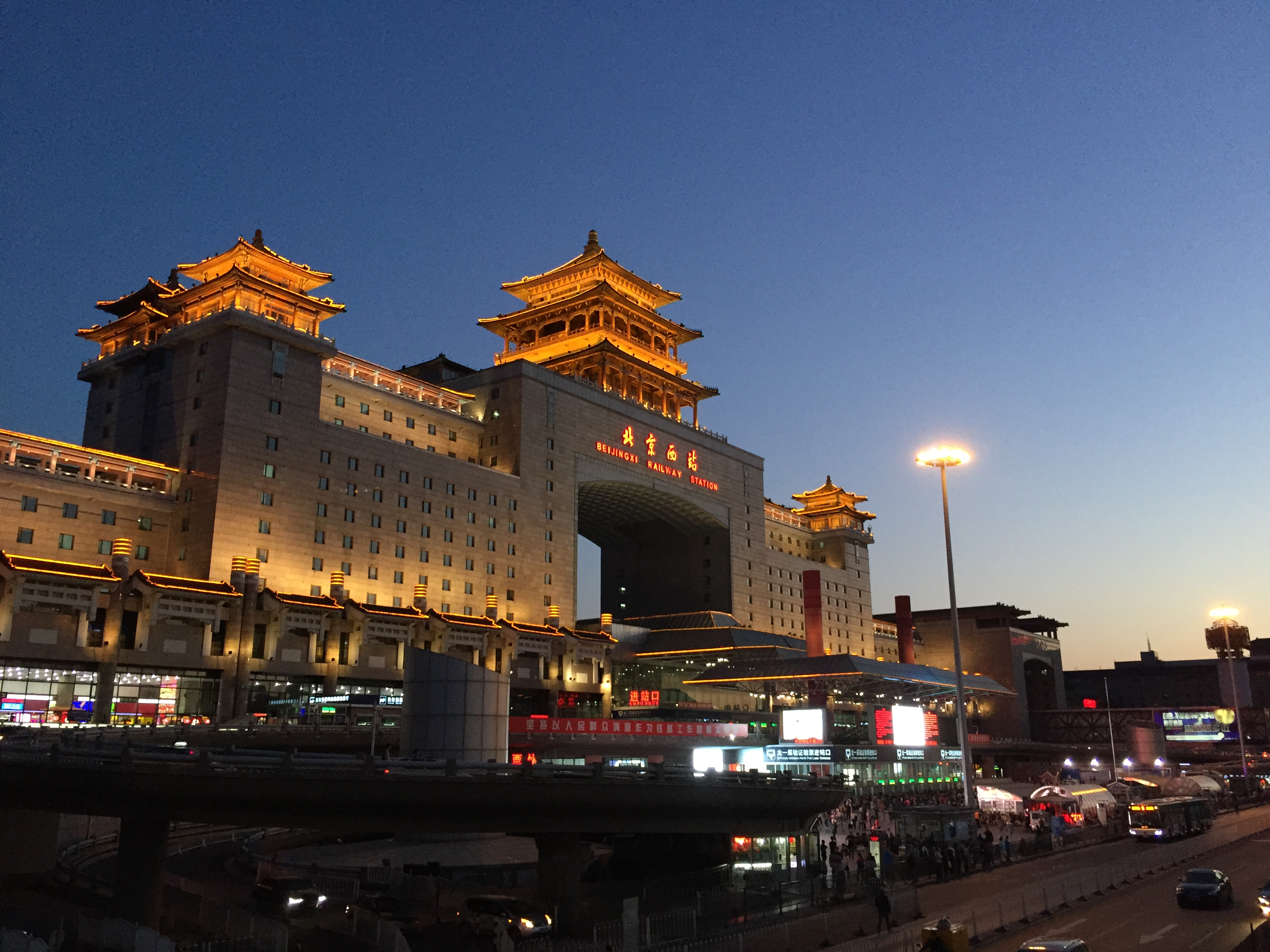
Pekings västra järnvägsstation från nordost i mörker.
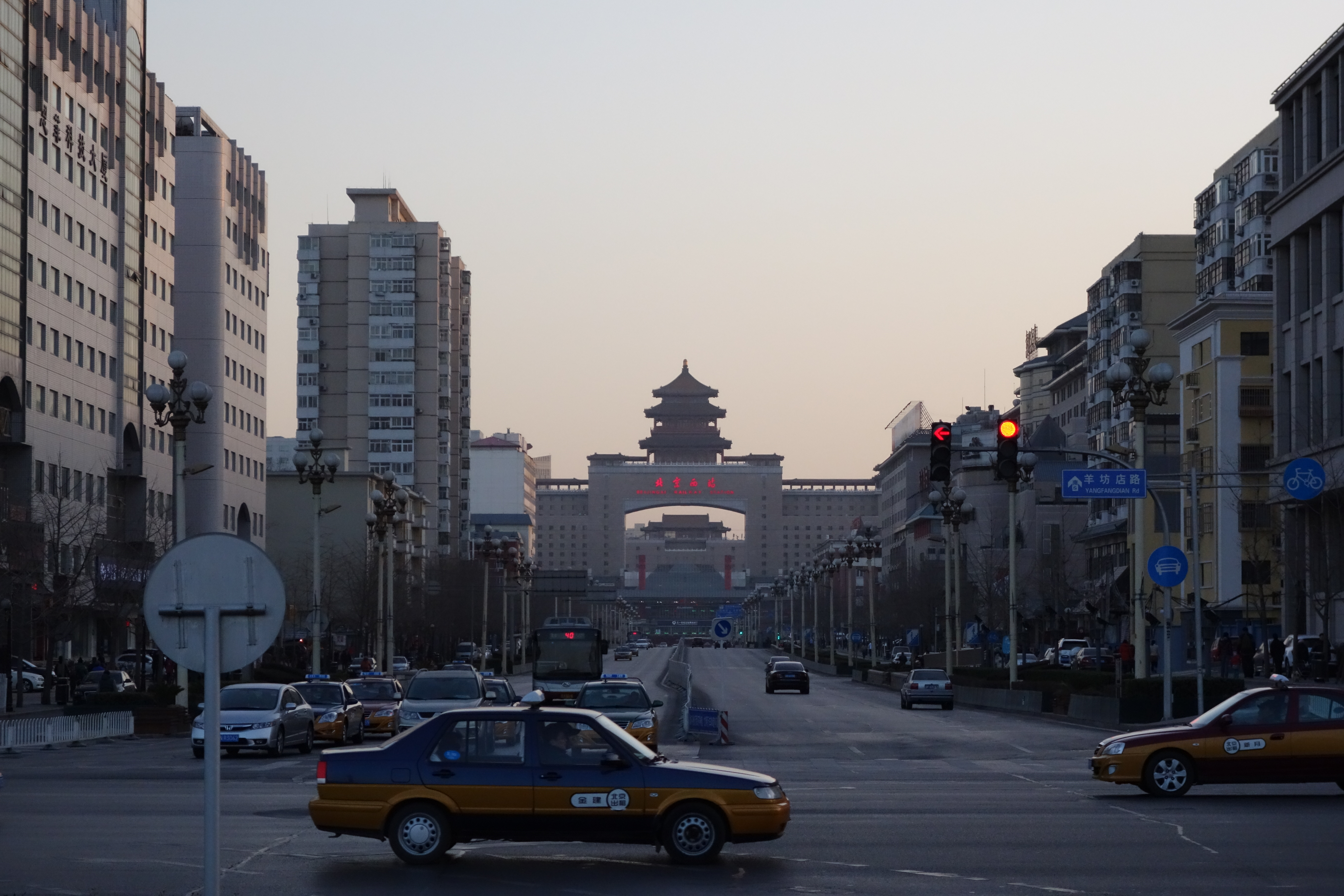
Pekings västra järnvägsstation sedd rakt från norr
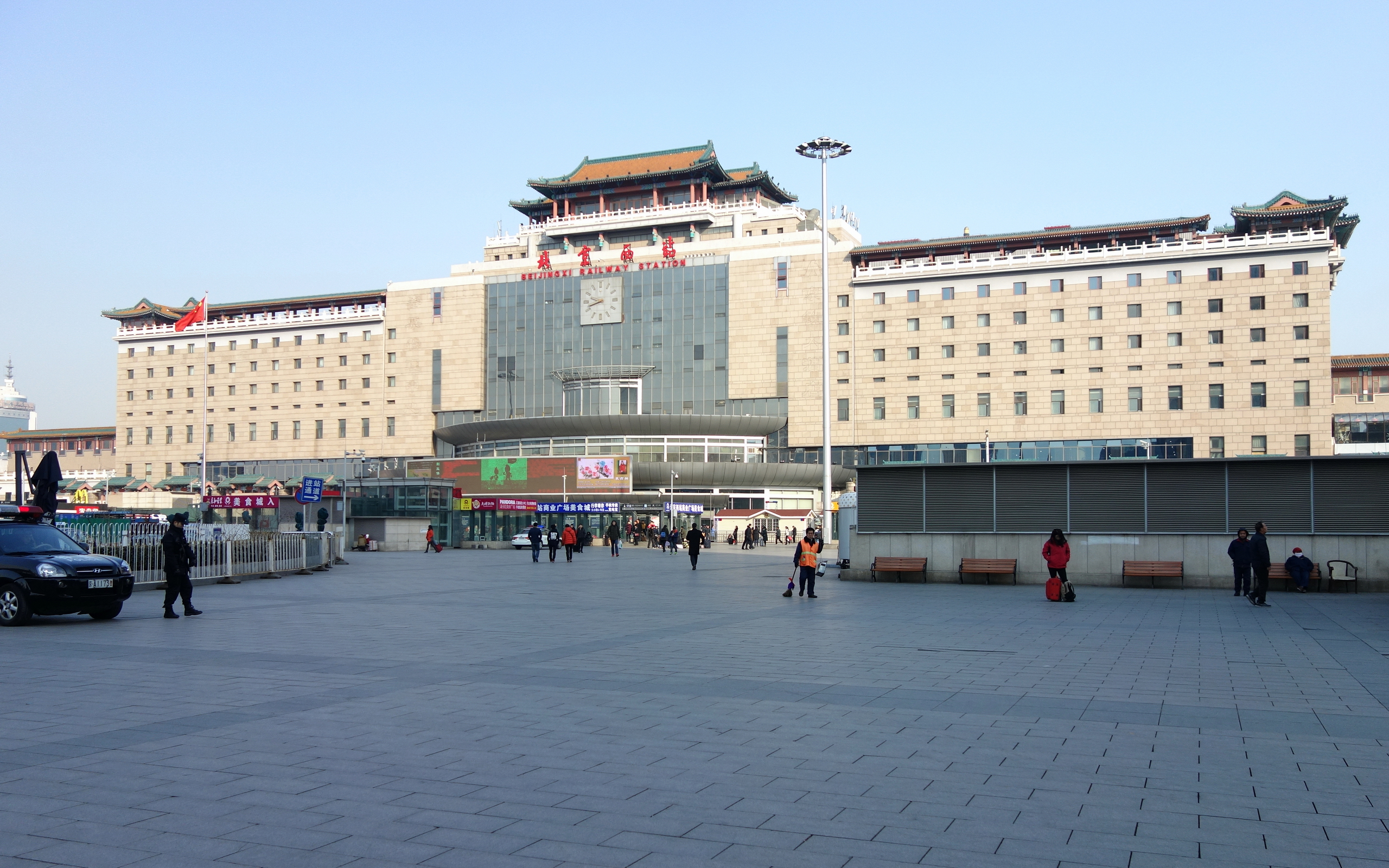
Södra sidan.
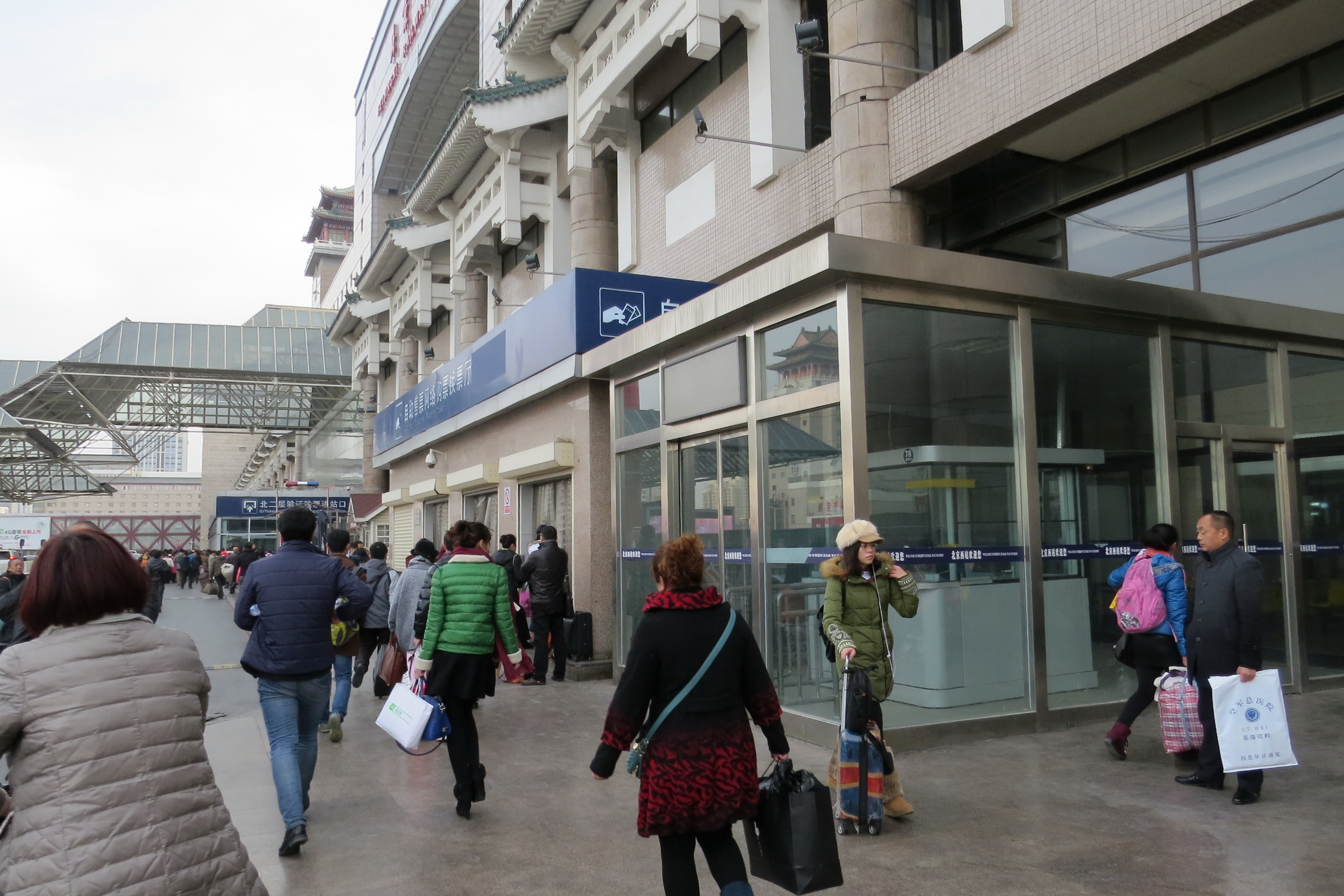
Nordvästra entreen.